# Њу Хејвен (Индијана)
Њу Хејвен (енгл. New Haven) град је у америчкој савезној држави Индијана.

## Демографија
По попису из 2010. године број становника је 14.794, што је 2.388 (19,2%) становника више него 2000. године.
| Група             | 2000.          | 2010.          |
| Белци             | 11.883 (95,8%) | 13.532 (91,5%) |
| Афроамериканци    | 83 (0,7%)      | 489 (3,3%)     |
| Азијати           | 36 (0,3%)      | 63 (0,4%)      |
| Хиспаноамериканци | 242 (2,0%)     | 464 (3,1%)     |
| Укупно            | 12.406         | 14.794         |